# Державін Михайло Михайлович
Михайло Михайлович Державін (рос. Михаил Михайлович Державин; 15 червня 1936, Москва, Російська РФСР, СРСР — 10 січня 2018,) — радянський, російський актор театру і кіно. Народний артист РРФСР (1989).

## Життєпис
Народився 15 червня 1936 р. в Москві в родині актора М. С. Державіна. Закінчив театральне училище ім. Б. Щукіна (1959). З 1967 р. працював в Московському театрі сатири. Широко відомий як ведучий телевізійного «Кабачка „13 стільців“».
Перший чоловік (у 1958—1960) старшої дочки Аркадія Райкіна, Катерини.

## Фільмографія
Знімався в кіно, зокрема в українських фільмах:
- «Лушка» (1964, Кирило),
- «Сон» (1964, Брюллов),
- «На Київському напрямку» (1967, начальник штабу фронту),
- «Ефект Ромашкіна» (1973, т/ф) тощо.